# Élections des gouverneurs américains de 2021
L'élection des gouverneurs américains de 2021 a lieu le 2 novembre, et une élection gouvernorale révocatoire le 14 septembre.
Les démocrates gardent leur siège en New Jersey et le perdent en Virginie. Le gouverneur démocrate de Californie est confirmé dans ses fonctions.
Les campagnes ont été marquées par les questions du COVID-19 et l'économie.

## Résultats
| État                  | Gouverneur sortant    | Gouverneur sortant    | Première élection     | Gouverneur élu        | Gouverneur élu        | Gain | Gain |
| État                  | Gouverneur sortant    | Gouverneur sortant    | Première élection     | Gouverneur élu        | Gouverneur élu        | R    | D    |
| --------------------- | --------------------- | --------------------- | --------------------- | --------------------- | --------------------- | ---- | ---- |
| Californie            |                       | Gavin Newsom          | 2018                  |                       | Gavin Newsom          |      |      |
| New Jersey            |                       | Phil Murphy           | 2017                  |                       | Phil Murphy           |      |      |
| Virginie              |                       | Ralph Northam         | 2017                  |                       | Glenn Youngkin        | +1   | -1   |
| Total gain des sièges | Total gain des sièges | Total gain des sièges | Total gain des sièges | Total gain des sièges | Total gain des sièges | +1   | -1   |

## Californie
Plusieurs groupes et citoyens mécontents appellent à la révocation du gouverneur Gavin Newsom à cause de sa gestion de la pandémie du COVID-19. L'élection s'est déroulée le 14 septembre, avec deux possibilités : destituer le gouverneur et le remplacer parmi une liste de candidats ou ne pas destituer le gouverneur. Bien que l'élection ait été très médiatisée, les électeurs ont rejeté la destitution avec une grande marge en faveur de Newsom.
| Choix                  | Votes      | %       |
| ---------------------- | ---------- | ------- |
| Contre                 | 7 944 092  | 61,88 % |
| Pour                   | 4 894 473  | 38,12 % |
| Votes invalides/blancs | 54 013     | 0,42 %  |
| Total                  | 12 892 578 | 100 %   |

## New Jersey
Le gouverneur Phil Murphy a été élu en 2017 avec 56% des voix. Il est candidat à un second mandat, opposé à Jack Ciattarelli membre de l'assemblée générale du New Jersey de 2000 à 2018.
Le parti vert, le parti libertarien et le parti socialiste annoncent leur candidature, ils n'obtiennent que 0.77% des votes. Le titulaire Phil Murphy gagne un second mandat avec une marge de 3.2%, plus proche que prédit.
|       | Parti              | Votes     | %       |
| ----- | ------------------ | --------- | ------- |
|       | Phil Murphy        | 1 339 471 | 51,22 % |
|       | Jack Ciattarelli   | 1 255 185 | 48 %    |
|       | Madelyn R. Hoffman | 8 450     | 0,32%   |
|       | Gregg Mele         | 7 768     | 0,30%   |
|       | Joanne Kuniansky   | 4012      | 0,15%   |
| Total | Total              | 2 614 886 | 100 %   |

## Virginie
Gouverneur Ralph Northam est limité de mandat. Le parti démocrate choisit le candidat Terry McAuliffe quant au républicains, ils choisissent Glenn Youngkin, co-directeur général de Carlyle ; il quitte cette fonction en 2020, et décide de se présenter à la candidature, il gagne la primaire et gagne aussi l'élection avec une marge de 1%.
C'est la première fois qu'un gouverneur républicain est élu en Virginie depuis 2014.
|              | Candidat          | Votes     | %       |
| ------------ | ----------------- | --------- | ------- |
|              | Glenn Youngkin    | 1 663 158 | 50,58 % |
|              | Terry McAuliffe   | 1 599 470 | 48,64 % |
|              | Princess blanding | 23 107    | 0,70 %  |
|              | Autres            | 2 592     | 0,08 %  |
| Votes totals | Votes totals      | 3 288 327 | 100 %   |